# Charles Mavius
Charles Mavius (Bedford (Anglaterra), 1800 - [...?]) fou un músic anglès.
Era fill d'un músic alemany, que li ensenyà el seu art, fent el noi tant ràpids progressos, que als catorze anys assolí la plaça d'organista a Kettering. Després es dedicà a l'ensenyament de la música a Leicester, on s'havia traslladat el 1820.
És autor d'algunes composicions per a piano que es publicaren a Londres.